# Androctonus sergenti
Espèce
Androctonus sergenti est une espèce de scorpions de la famille des Buthidae.

## Distribution
Cette espèce est endémique du Maroc. Elle se rencontre vers Tanalt et Ouarzazate.

## Description
Androctonus sergenti mesure jusqu'à 65 mm.

## Étymologie
Cette espèce est nommée en l'honneur d'Étienne Sergent.

## Publication originale
- Vachon, 1948 : « Études sur les Scorpions III (suite) Description des Scorpions du Nord de l’Afrique. » Archives de l’Institut Pasteur d’Algérie, vol. 26, no 3, p. 288-316.